# تشو يو (رسام)
تشو يو (بالصينية: 朱昱) هو رسام صيني، ولد في 1971 في تشنغدو في الصين.